# Шаминяй
Шаминяй (лит. Seni Šaminiai — Старый Шаминяй) — село в восточной части Литвы. Входит в состав Швенченеляйского староства Швянчёнского района. По данным переписи Литвы 2011 года, население Шаминяя составляло 9 человек.

## География
Расположено в северной части района. Находится в 10,5 километрах от Швянчёниса, центра района и в 12 километрах от Швенчёнеляя, центра староства. Ближайшие населённые пункты — сёла Раудоне и Пашалтупис.
Рядом расположены озёра Шаминис и Шаминелис. 

## Население
| 1905                           | 1959 | 1970 | 1979 | 1989 | 2001 | 2011 |
| ------------------------------ | ---- | ---- | ---- | ---- | ---- | ---- |
| 22                             | 20   | 16   | 14   | 14   | 14   | 9    |
| Гистограмма динамики населения |      |      |      |      |      |      |